# Andrea Costa Imola Basket 2011-2012
L'Andrea Costa Imola Basket, sponsorizzata «Aget», ha preso parte al campionato professionistico di Legadue 2011-2012.

Ha disputato le proprie partite interne a Faenza, presso il PalaCattani.

## Roster
| Giocatori |
| --------- |

|    | Naz.                   | Ruolo | Sportivo        | Anno | Alt. | Peso |  |
| -- | ---------------------- | ----- | --------------- | ---- | ---- | ---- |  |
| 5  | Italia (bandiera)      | P     | David Cournooh  | 1990 | 187  | 83   |  |
| 7  | Italia (bandiera)      | G     | Mirco Turel     | 1994 | 190  | 80   |  |
| 10 | Italia (bandiera)      | P     | Filippo Masoni  | 1982 | 190  | 88   |  |
| 11 | Finlandia (bandiera)   | AC    | Tuukka Kotti    | 1981 | 205  | 100  |  |
| 12 | Argentina (bandiera)   | G     | Patricio Prato  | 1979 | 196  | 91   |  |
| 14 | Italia (bandiera)      | AC    | Davide Bruttini | 1987 | 203  | 100  |  |
| 15 | Stati Uniti (bandiera) | G     | Trent Whiting   | 1976 | 186  | 85   |  |
| 16 | Italia (bandiera)      | A     | Davide Andreaus | 1986 | 202  | 95   |  |

| Giocatori acquisiti a stagione in corso |
| --------------------------------------- |

|  | Naz.                   | Ruolo | Sportivo         | Anno | Alt. | Peso |  |
|  | ---------------------- | ----- | ---------------- | ---- | ---- | ---- |  |
|  | Italia (bandiera)      | AC    | Francesco Foiera | 1975 | 207  | 103  |  |
|  | Stati Uniti (bandiera) | A     | Ronald Dupree    | 1981 | 201  | 95   |  |

| Staff tecnico                    |
| -------------------------------- |
| Allenatore: Federico Fucà        |
| Vice allenatore: Federico Vecchi |

Dati aggiornati al 17 febbraio 2012

## Stagione
Dopo quattro anni da vice, Federico Fucà è promosso capo allenatore dell'Andrea Costa.
La società conferma tre pilastri della squadra con allungamenti del contratto: Whiting, Bruttini e capitan Masoni. Vengono presi sul mercato tre giocatori importanti come Daniels, Kotti e Cournooh (italianissimo a dispetto del cognome), cui si aggiungono una giovane promessa come Turel. Completa il roster il padovano Andreaus che, pur avendo solo 25 anni, ha alle spalle diversi campionati di A Dilettanti. Obiettivo della società è raggiungere i play-off.
Durante la preparazione si infortuna al legamento il capitano Mason. Alla prima di campionato, a Brindisi, Trent Whiting si frattura lo zigomo. L'Andrea Costa deve fare a meno del suo apporto per metà del girone di andata.  Poco tempo dopo rientra Mason ma le porte dell'infermeria si aprono per Patricio Prato. Il 15 ottobre, quando mancano 24 ore alla sfida con Barcellona, Andreaus si infortuna al ginocchio. Come se non bastasse, il giorno dopo Daniels abbandona a causa di un risentimento muscolare alla coscia dopo pochi minuti dal fischio d'inizio.
Il 20 novembre l'atteso rientro di Whiting coincide con la vittoria in trasferta contro Veroli. L'Andrea Costa bissa il successo sette giorni dopo in casa con Forlì. Ma ai primi di dicembre la maledizione colpisce la caviglia di Curnooh, mentre dopo Natale, quando si stava ricostituendo il quintetto-base, un secondo infortunio al ginocchio toglie definitivamente Andreaus, condannandolo al riposo per il resto della stagione. L'Andrea Costa corre ai ripari ed ingaggia l'esperto Francesco Foiera. Ma non basta: Daniels non recupera e quindi la dirigenza deve tornare sul mercato. Il nuovo arrivo è Ronald Dupree. Sembrava essere tutto finito, ma a marzo si infortuna di nuovo Whiting, questa volta al polso. L'americano finisce in calo la seconda parte della stagione, trascinando la squadra a un rendimento mediocre. L'Andrea Costa giunge all'ultimo incontro della stagione regolare terzultima in classifica con 10 vittorie all'attivo, così come i suoi avversari (Sant'Antimo), penultimi e a rischio retrocessione. Perde anche questo scontro e finisce penultima nella classifica finale.